# باب بارتلت
باب بارتلت (به انگلیسی: Bob Bartlett) سناتور سابق عضو حزب دموکرات ایالات متحده آمریکا بود. وی در سال ۱۹۵۹ تا ۱۹۶۸ میلادی سناتور ایالت آلاسکا در سنای ایالات متحده آمریکا بود.